# .sz
‎.sz‏ دامنه اینترنتی اختصاص داده شده به کشور سوازیلند است.